# Pramonoteismus
Pramonoteismus (německy: Urmonotheismus) je jednou z teorií tzv. degenerativní hypotézy. Ta předpokládá, že nejstarší náboženské představy byly monoteistické a až později náboženství přešlo v nemonoteistické formy, tedy že dějiny jsou procesem soustavného zatemňování původního monoteismu. Autorem teoretické koncepce pramonoteismu byl katolický teolog, lingvista, antropolog a etnolog Wilhelm Schmidt. Obsahově se opírá o dva stěžejní prvky; rekonstrukci původní kultury, kterou by měl začínat vývoj, a rekonstrukci původního náboženství, kterým mateřská kultura disponovala, známého též jako Urmonotheismus (prvotní, nejstarší monoteismus).

## Historie
Degenerativní hypotéza se vyznačuje tím, že na místo původního náboženství staví vyspělý náboženský útvar, z kterého postupným procesem rozkladu a degenerace vznikají polyteistické představy náboženství. V opozici k této hypotéze stojí náboženský evolucionismus prosazovaný od 19. století, který předpokládá vývoj náboženských forem od jednodušších, jako je animismus nebo manismus, přes složitější, jako je polyteismus, až k monoteismu.
Existenci představ, na kterých je založena degenerativní hypotéza, lze vypozorovat již dobách před formulací myšlenky prvotního monoteismu. Zejména se vyskytují v archaických kosmogonických představách, v myšlence původního zlatého věku či v Bibli, kde je v epištole Římanům předpokládána přirozená znalost jednoho Boha.
Samotné Schmidtově religionistické konkretizaci degenerativní hypotézy nejprve předcházely teorie nejvyšší bytosti a teorie kulturních cyklů, které tvořily materiální základ Schmidtovy teorie pramonoteismu. První z nich formuloval skotský religionista Andrew Lang, který na místo počátku náboženství dosadil tzv. nejvyšší bytost tvořící základ náboženských představ i v nejprimitivnějších kulturách. Naopak s teorií kulturních cyklů, která operuje s procesem dějinných mezikulturních kontaktů a vztahů, přichází v její ucelenější podobě nejprve Leo Frobenius a následně ji rozvíjí učitel Wilhelma Schmidta, Fritz Graebner. Myšlenku pramonoteismu lze též zaznamenat ve studii Folklore of Old Testament Jamese Frazera.
S nejznámější koncepcí degenerativní hypotézy v podobě teorie pramonoteismu přichází až Wilhelm Schmidt, který se stal zakladatelem tzv. vídeňské etnologicko-religionistické školy a oficiálním představitelem religionistiky římskokatolické církve. Schmidtova koncepce pramonoteismu byla založena na rozsáhlém etnografickém materiálu dokládajícím představu jediného Boha jako nejvyšší bytosti u původních kultur.
Jeho největší prací v této oblasti je dvanáctisvazkové dílo "Der Ursprung der Gottesidee" (Původ myšlenky Boha), která nalezla mnoho zastánců zejména mezi katolicky orientovanými odborníky, zároveň však také mnoho odpůrců a kritiků. Dnes lze považovat myšlenky degenerativní hypotézy a z ní vycházející teorie pramonoteismu za překonané, teoreticky podnětné však dodnes zůstávají otázky spjaté s teorií kulturních cyklů, zejména problém mezikulturních kontaktů a jejich vliv na proměnu kultur.

## Kritika
Zastánci existence pramonoteismu jsou kritizováni z mnoha důvodů. Především u křesťanských religionistů se objevuje selektivní výběr faktů, kdy jsou zdůrazňovány monoteistické prvky u archaických náboženství, zatímco jiné prvky jsou marginalizovány. Další kritizovanou součástí Schmidtovy teorie italským religionistou Raffaelem Pettazzonim je fakt, že představa původních kultur o nejvyšší bytosti nemůže být ztotožňována s monoteistickým pojetím víry v jeho historicky legitimním významu.
Problematická je také existence křesťanských misií v raném novověku, které byly později přerušeny, ale zanechaly stopu v náboženských představách domorodých etnik. Příkladem jsou jezuitské misie v dnešní Argentině a Brazílii, násilně přerušené v druhé polovině 18. století.